# هانز جوس
هانز جوس (بالألمانية: Hans Joos) (و. 1926 – 2010 م) هو فيزيائي من ألمانيا . ولد في شتوتغارت .
توفي في هامبورغ ، عن عمر يناهز 84 عاماً.